# 1965-ös Formula–1 holland nagydíj
A holland nagydíj volt az 1965-ös Formula–1 világbajnokság hatodik futama, amelyet 1965. július 18-án rendeztek meg a holland Circuit Park Zandvoorton.

## Futam
A holland nagydíjon Hill érte el a pole-t Clark és Ginther előtt. A rajt után Ginther-Hill-Clark volt az első három sorrendje. Hill a 2. kör, Clark 4. kör végén előzte meg a Hondát, majd az 5. körben Hill megelőzésével az élre állt. Amíg Clark egyre növelte előnyét az élen, Ginther folyamatosan esett vissza, előbb Gurney, majd Stewart, végül Hulme is megelőzte. Hill tehetetlen volt Clarkkal szemben, a verseny közepén Gurney és Stewart is megelőzte. Stewart később megelőzte Gurneyt és feljött a második helyre, de Clarkkal nem tudta felvenni a versenyt és a futam végéig ez maradt az élen állók sorrendje.
| Helyezés | Rajtszám | Versenyző       | Csapat/Motor   | Futott kör | Idő/Kiesés oka | Rajthely | Pont |
| -------- | -------- | --------------- | -------------- | ---------- | -------------- | -------- | ---- |
| 1        | 6        | Jim Clark       | Lotus-Climax   | 80         | 2h03:59,1      | 2        | 9    |
| 2        | 12       | Jackie Stewart  | BRM            | 80         | + 8,0          | 6        | 6    |
| 3        | 16       | Dan Gurney      | Brabham-Climax | 80         | + 13,0         | 5        | 4    |
| 4        | 10       | Graham Hill     | BRM            | 80         | + 45,1         | 1        | 3    |
| 5        | 14       | Denny Hulme     | Brabham-Climax | 79         | + 1 kör        | 7        | 2    |
| 6        | 22       | Richie Ginther  | Honda          | 79         | + 1 kör        | 3        | 1    |
| 7        | 2        | John Surtees    | Ferrari        | 79         | + 1 kör        | 4        |      |
| 8        | 8        | Mike Spence     | Lotus-Climax   | 79         | + 1 kör        | 8        |      |
| 9        | 4        | Lorenzo Bandini | Ferrari        | 79         | + 1 kör        | 12       |      |
| 10       | 38       | Innes Ireland   | Lotus-BRM      | 78         | + 2 kör        | 13       |      |
| 11       | 30       | Frank Gardner   | Brabham-BRM    | 77         | + 3 kör        | 11       |      |
| 12       | 34       | Richard Attwood | Lotus-BRM      | 77         | + 3 kör        | 17       |      |
| 13       | 28       | Jo Siffert      | Brabham-BRM    | 55         | + 25 kör       | 10       |      |
| Ki       | 20       | Jochen Rindt    | Cooper-Climax  | 48         | Olajnyomás     | 14       |      |
| Ki       | 18       | Bruce McLaren   | Cooper-Climax  | 36         | Differenciálmű | 9        |      |
| Ki       | 26       | Jo Bonnier      | Brabham-Climax | 16         | Olajszivárgás  | 15       |      |
| Ki       | 36       | Bob Anderson    | Brabham-Climax | 11         | Motorhiba      | 16       |      |

## Statisztikák
Vezető helyen:
- Richie Ginther: 2 (1-2)
- Graham Hill: 3 (3-5)
- Jim Clark: 75 (6-80)

Jim Clark 18. győzelme, 21. leggyorsabb köre, Graham Hill 7. pole-pozíciója.
- Lotus 23. győzelme.